# Partinico vasútállomás
Partinico vasútállomás egy vasútállomás Olaszországban, Szicília régióban, Palermo megyében, Partinico településen. Forgalma alapján az olasz vasútállomás-kategóriák közül a bronz kategóriába tartozik.

## Vasútvonalak
Az állomást az alábbi vasútvonalak érintik:
- Piraineto–Trapani-vasútvonal